# 중산베이루역
중산베이루역(중국어: 中山北路站)은 중국 상하이시 징안구 즈장시루 가도 중산 북로와 다퉁로 교차로에 있는 상하이 지하철 1호선의 역이다.

## 연결 버스
46, 95, 98, 114, 210, 232, 253, 312, 322, 518, 722, 849, 912, 916, 55, 65, 129, 252, 305, 307, 317, 706, 822, 베이안선, 베이화선, 궁서딩반선, 베이자선, 베이자 전용선, 베이뤄 전용선, 선충1선

## 역 구조

### 층별 구조
| 지면층   | 출구                            | 1-4출구                                    |
| 지하 1층 | 대합실                          | 고객 센터, 자동 매표기, 수동 서비스 카운터 |
| 지하 2층 | ←                               | ■1호선 푸진루 방면(옌창루)                 |
| 지하 2층 | 섬식 승강장, 왼쪽 출입문이 열림 |                                            |
| 지하 2층 | →                               | ■1호선 신좡 방면 (상하이역)                |

## 출구
|                         |                                               |  |  |
| 출구 번호               | 출구 위치                                     |  |  |
| 1번 출구                | 중산베이루(中山北路)북측, 다퉁로(大统路) 동측 |  |  |
| 2번 출구                | 중산베이루(中山北路)북측, 다퉁로(大统路) 서측 |  |  |
| 3번 출구                | 없음                                          |  |  |
| 4번 출구                | 즈장 서로(芷江西路) 북측, 다퉁로(大统路) 동측 |  |  |
| 아이콘 설명: 엘리베이터 |                                               |  |  |